# Óvoa
Óvoa é uma povoação portuguesa do Município de Santa Comba Dão, no Distrito de Viseu, que foi sede da extinta Freguesia de Óvoa, freguesia que tinha 18,20 km² de área e 837 habitantes (2011), e, por isso, uma densidade populacional de 46 hab/km².
A Freguesia de Óvoa foi extinta (agregada) pela reorganização administrativa de 2012/2013, tendo o seu território sido agregado ao da Freguesia de Vimieiro para criar a União de Freguesias de Óvoa e Vimieiro.
Óvoa foi vila e sede de concelho até à década de 1830. Este era constituído pelas freguesias da sede, de Almaça e de Farinha Podre e tinha, de acordo com o censo de 1801, 1 503 habitantes e 27 km². Com a reforma administrativa de 1836 o concelho de Óvoa foi desmembrado por vários concelhos (atuais municípios) vizinhos, estando as freguesias que o constituíam hoje repartidas pelos municípios de Mortágua, Penacova e Santa Comba Dão.
No século XX faziam parte da freguesia de Óvoa as aldeias de: Óvoa, Soito, Cagido, Venda do Sêbo, Lameiras, Vale Couço, Oveiro, Chamadouro e Foz do Dão.
Com a construção da Barragem da Aguieira, durante a década de 1970, a aldeia de Foz do Dão é submersa pelo lago criado pela barragem. Surge então, numa área do Soito a aldeia de Nova Foz do Dão, criada com o objectivo de realojar os habitantes da Foz do Dão.

## População
| População da freguesia de Óvoa | População da freguesia de Óvoa | População da freguesia de Óvoa | População da freguesia de Óvoa | População da freguesia de Óvoa | População da freguesia de Óvoa | População da freguesia de Óvoa | População da freguesia de Óvoa | População da freguesia de Óvoa | População da freguesia de Óvoa | População da freguesia de Óvoa | População da freguesia de Óvoa | População da freguesia de Óvoa | População da freguesia de Óvoa | População da freguesia de Óvoa |
| ------------------------------ | ------------------------------ | ------------------------------ | ------------------------------ | ------------------------------ | ------------------------------ | ------------------------------ | ------------------------------ | ------------------------------ | ------------------------------ | ------------------------------ | ------------------------------ | ------------------------------ | ------------------------------ | ------------------------------ |
| 1864                           | 1878                           | 1890                           | 1900                           | 1911                           | 1920                           | 1930                           | 1940                           | 1950                           | 1960                           | 1970                           | 1981                           | 1991                           | 2001                           | 2011                           |
| 967                            | 1 141                          | 1 326                          | 1 141                          | 1 270                          | 1 130                          | 1 257                          | 1 197                          | 1 326                          | 1 161                          | 855                            | 1 062                          | 1 015                          | 1 007                          | 837                            |

| Distribuição da População por Grupos Etários | Distribuição da População por Grupos Etários | Distribuição da População por Grupos Etários | Distribuição da População por Grupos Etários | Distribuição da População por Grupos Etários | Distribuição da População por Grupos Etários | Distribuição da População por Grupos Etários | Distribuição da População por Grupos Etários | Distribuição da População por Grupos Etários | Distribuição da População por Grupos Etários |
| -------------------------------------------- | -------------------------------------------- | -------------------------------------------- | -------------------------------------------- | -------------------------------------------- | -------------------------------------------- | -------------------------------------------- | -------------------------------------------- | -------------------------------------------- | -------------------------------------------- |
| Ano                                          | 0-14 Anos                                    | 15-24 Anos                                   | 25-64 Anos                                   | > 65 Anos                                    |                                              | 0-14 Anos                                    | 15-24 Anos                                   | 25-64 Anos                                   | > 65 Anos                                    |
| 2001                                         | 132                                          | 155                                          | 502                                          | 218                                          |                                              | 13,1%                                        | 15,4%                                        | 49,9%                                        | 21,6%                                        |
| 2011                                         | 87                                           | 77                                           | 422                                          | 251                                          |                                              | 10,4%                                        | 9,2%                                         | 50,4%                                        | 30,0%                                        |

Média do País no censo de 2001:  0/14 Anos-16,0%; 15/24 Anos-14,3%; 25/64 Anos-53,4%; 65 e mais Anos-16,4%
Média do País no censo de 2011:   0/14 Anos-14,9%; 15/24 Anos-10,9%; 25/64 Anos-55,2%; 65 e mais Anos-19,0%

## Património
- Pelourinho de Óvoa
- Igreja Matriz de Óvoa: dedicada a São Martinho, Padroeiro da freguesia.
- Capela de Santa Eufêmia: dedicada à Martir Santa Eufêmia, a ela acorrem milhares de romeiros aquando das Festas Anuais, que se realizam no 2º Domingo do mês de Setembro
- Capela de Santo Ovídio: na aldeia de Cagido
- Capela de São Pedro: na aldeia de Vale Couço
- Capela de Santo Amaro: na aldeia de Oveiro
- Capela de Santo Ildefonso de Toledo: na aldeia de Chamadouro
- Capela de Nª Srª da Piedade: da antiga aldeia da Foz do Dão, hoje reconstruída na aldeia da Nova Foz do Dão
- Capela de Nossa Senhora da Boa Viagem
- Capela de Santo António
- Sepulturas do Patarinho
- Residência paroquial
- Solar dos Mesquita
- Casas da Anta e dos Motas
- Antigo tribunal
- Lugar de Patarminho